# Матайоші Шинко
Матайоші Шінко (яп. 又吉 眞光, *1888, Наха, Окінава, Японська імперія — †1947, Окінава, Японія) — японський майстер бойових мистецтв, засновник школи Матайоші Кобудо, яка об'єднала традиційні техніки володіння зброєю Окінави, Японії та Китаю.

## Біографія
Матайоші Шінко народився у 1888 році в районі Какінохана міста Наха на Окінаві в родині Шінчіна Матайоші, заможного підприємця.
Він почав займатися бойовими мистецтвами у дитинстві. Його наставниками були Аґена Чокуґо, Шіші Рьоко, Чінен Ямане та його батько. Від них він опанував володіння зброєю — бо, еку, кама, сай та іншими.
У 1911–1915 роках перебував у Маньчжурії, де вивчав китайські бойові мистецтва. Пізніше подорожував до Шанхаю, де навчався у майстра Кінґая. Там він опанував техніки нунті, тінбе, традиційну китайську медицину, акупунктуру та моксацію.
У 1921 році брав участь у показових виступах під час візиту принца Хірохіто на Окінаву.
У 1935 році повернувся на Окінаву й передав свої знання сину Матайоші Шінпо, який пізніше започаткував офіційну школу Матайоші Кобудо.
Помер у 1947 році у віці 59 років.

## Спадщина
Матайоші Шінко вважається ключовою постаттю у розвитку та збереженні традиційного кобудо Окінави. Його син Матайоші Шінпо у 1970 році заснував Федерацію Рюкю Кобудо, яку в 1972 році перейменували на Зен Окінава Кобудо Ренмей (яп. 全沖縄古武道道連盟).
Сьогодні організації, що ведуть свій родовід від Матайоші Шінко, поширені по всьому світу.